# Stroemiaceae
Famille
Les Stroemiaceae sont une famille d'algues de l'embranchement des Ochrophyta  de la classe des Raphidophyceae et de l’ordre des Chattonellales.

## Étymologie
Le nom vient du genre type Stroemia,

## Liste des genres
Selon AlgaeBase (6 mars 2022) :
- Stroemia Skvortsov & Noda, 1969  nom. Illeg.
- Tentaculomonas Skvortsov & Noda, 1969